# Шлевинскене, Броне Казевна
Броне Казевна Шлевинскене — советский литовский хозяйственный деятель, Герой Социалистического Труда.

## Биография
Родилась в 1936 году в Клайпеде. Член КПСС с 1960 года.
Окончила Вильнюсский педагогический институт.
В 1956—1991 — учительница Ленкимайской средней школы Скуодасского района Литовской ССР.
Указом Президиума Верховного Совета СССР от 27 июня 1978 года присвоено звание Героя Социалистического Труда с вручением ордена Ленина и золотой медали «Серп и Молот».
Депутат Верховного Совета Литовской ССР 10-11-го созывов.
Жила в Литве.

## Награды и звания
- Герой Социалистического Труда (27.06.1978)
- Орден Ленина (27.06.1978)